# Фолифоров, Александр Сергеевич
Алекса́ндр Серге́евич Фоли́форов (род. 8 марта 1992, Ковров) — российский шоссейный велогонщик. В составе таких команд как «Вертолёты России», «Итера-Катюша» и «Русвело» неоднократно становился победителем и призёром всероссийских и международных соревнований. Представляет Владимирскую область, мастер спорта.

## Биография
Александр Фолифоров родился 8 марта 1992 года в городе Коврове Владимирской области. Активно заниматься велоспортом начал в раннем детстве, проходил подготовку в местной детско-юношеской спортивной школе, в разное время тренировался под руководством таких специалистов как С. Ф. Фолифоров и А. Е. Васин. Состоял в Московском городском физкультурно-спортивном объединении и во всероссийском физкультурно-спортивном обществе «Динамо».
Первого серьёзного успеха в шоссейном велоспорте добился в 2011 году, когда в составе континентальной команды «Итера-Катюша» побывал на многодневных гонках «Джиро Валле д’Аоста» в Италии и «Тур Малопольска» в Польше. Год спустя вновь соревновался на «Джиро Валле д’Аоста», в частности стал бронзовым призёром шестого этапа, занял шестое место в генеральной классификации «Тура Сербии», закрыл десятку сильнейших в общем зачёте молодёжного «Тура Тосканы». Ещё через год с новой командой «Вертолёты России» выиграл четвёртый этап «Гран-при Адыгеи», финишировал вторым на пятом этапе «Флеш дю Сюд», расположился на второй строке в общем зачёте «Джиро Валле д’Аоста», показал седьмой результат на «Трофео Пива Банка Пополаре ди Виченца», а также стал пятым в групповой гонке на молодёжном чемпионате Европы в Чехии.
Сезон 2014 года Фолифоров вновь провёл в команде «Итера-Катюша». Он вновь выиграл один из этапов «Гран-при Адыгеи», выиграл два этапа «Ронд де л’Изард», дважды был серебряным призёром «Трофео Пива Банка Пополаре ди Виченца», занял четвёртое место в генеральной классификации «Тур де л'Авенир» и пятое на «Джиро Валле д’Аоста». На сезон 2015 года подписал контракт с российской профессиональной командой «Русвело».
Его старший брат Антон Фолифоров является  девятикратным чемпионом мира и заслуженным мастером спорта по спортивному ориентированию на велосипедах.

## Выступления
2012
1-й  Молодёжная классификация Тур Сербии
2013
5-й Чемпионат Европы в групповой гонке, U-23
5-й Джиро дель Валле-д’Аоста
2014
1-й Этап 4 Гран-при Адыгеи
2-й Trofeo Piva
4-й Тур де л'Авенир
6-й Ronde de l'Isard
1-й  Очковая классификация
1-й  Горная классификация
1-й Этапы 1 и 4
2015
1-й  Гран-при Сочи
1-й Этап 4(ITT)
2-й Большой приз мэра Сочи
10-й Тур Словении
2016
1-й Этап 15(ITT) Джиро д'Италия
2017
1-й  Горная классификация Джиро дель Трентино

## Статистика

### Гранд-туры
| Гонка          | 2016 | 2017 |
| -------------- | ---- | ---- |
| Джиро д'Италия | 45   | 40   |
| Тур де Франс   | —    | —    |
| Вуэльта        | —    | —    |

### Чемпионаты
| Соревнование     | Соревнование | 2015 | 2016 | 2017 |
| Чемпионат России | ИГ           | —    | —    | —    |
| Чемпионат России | ГГ           | НФ   | НФ   | 18   |